# Cluster & Eno
Cluster & Eno è un album collaborativo fra il gruppo musicale tedesco Cluster e il compositore inglese Brian Eno. Prevalentemente costituito da melodie miti, l'album incrocia l'ambient di Eno con la vena sperimentale dei Cluster.
Nel 1977 il duo composto da Hans-Joachim Roedelius e Dieter Moebius si unì a Brian Eno per registrare musica nello studio di Conny Plank. La prima pubblicazione di queste sessioni fu Cluster & Eno. Gli ospiti dell'album includono il bassista dei Can Holger Czukay e il tastierista Asmus Tietchens. Questa prima collaborazione con Eno contribuì a dare maggiore popolarità e ad aumentare la vastità del pubblico dei Cluster.
Nella sua recensione editoriale per Amazon.com Bryan Reesman descrisse Cluster & Eno in questo modo:
"Innestando l'affinità nell'uso dei loop e delle ripetizioni dei Cluster con l'inclinazione di Eno nel processare i suoni, il trio dimostra che l'ambient music non consiste semplicemente in bordoni estesi ed insipide tessiture di tastiera. Certamente, molte di queste tracce riproducono suoni estesi ed atmosferici, ma la loro durata più breve, così come la varietà di tessiture e atmosfere, le rende più accessibili. I capolavori dell'album sono l'atmosfera angelica di "Für Luise", l'intermezzo pianistico e classicheggiante di "Mit Samaen", e "One" una traccia arricchita di bordoni di sitar, rumori di chitarra e percussioni esotiche, che oltre a risentire dell'influenza della musica indiana, si rivela essere una progenitrice acida della musica etno-ambientale..."

## Tracce
Tutte le tracce sono state composte dai Cluster e Brian Eno.
1. Ho Renomo – 5:07
2. Schöne Hände – 3:03
3. Steinsame – 4:06
4. Wehrmut – 5:01
5. Mit Simaen – 4:26
6. Selange – 3:30
7. Die Bunge – 3:45
8. One – 6:06
9. Für Luise – 3:20

## Formazione
- Hans-Joachim Roedelius
- Dieter Moebius
- Brian Eno
- Holger Czukay – basso
- Okko Bekker – chitarra
- Asmus Tietchens – sintetizzatore